# Siguiri

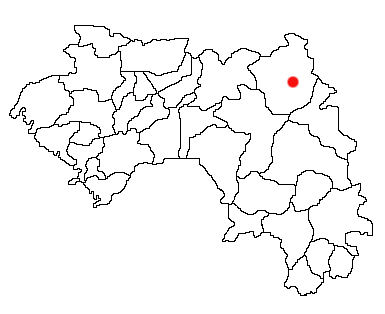
Localització de Siguiri a Guinea

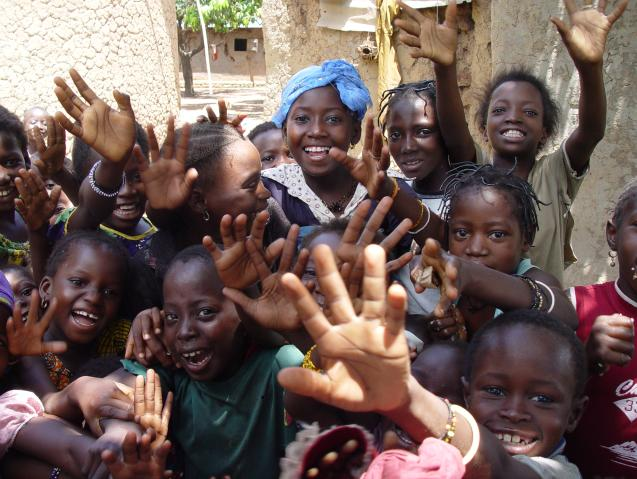
Escolars de Siguiri

Siguiri és una ciutat capital de la prefectura de Siguiri, al nord-est de Guinea, a la regió de Kankan. La ciutat està situada a la vora del riu Níger.
La ciutat de Siguiri allotja els serveis administratius i les principals infraestructures socio-comunitaries de la prefectura. Està dotada d'un hospital, d'un aeroport regional, d'un gran mercat i d'una important estació viària. Serveix també de principal relleu de la Guinea amb el veí Mali i la seva capital Bamako.

## La prefectura
La prefectura compta 12 sots-prefectures, cadascuna confonent-se amb una comunitat rural de desenvolupament (CRD) amb el mateix nom sent per ordre alfabétic: Bankon, Doko, Franwalia, Kinièbakoura, Kintinian, Maleah, Naboun, Niagassola, Niandankoro, Norassoba, Noukounkan i Siguirini.
Les activitats agrícoles són la principal activitat, sent sobretot pròsperes al llarg dels rius Niger i Tinkisso; són també nombroses les mineria de placers al voltant de diverses pobles.
La prefectura té també una important mina d'or gestionada per la Societat Ashanti Goldfield (SAG), propietat a 85% de la multinationale AngloGold Corporació i al 15% de l'Estat Guineà.
Siguiri és també una prefectura turística. Niagassola és la seu de l'instrument musical anomenat el balafon ("sosso bala") que ha estat declarat patrimoni de la Humanitat de la UNESCO, així com un vell fort francès i un cementiri on són enterrats francesos i altres estrangers.
El riu Bakhoy és l'únic riu nascut en la regió guineana de Siguiri, que no flueix cap al riu Níger. L'altre riu destacat és el Tinkisso.

## Història
Part de l'Imperi de Mali, al segle xvii fou capital d'una de les tres parts en què es va dividir: Joma, governada des de Siguiri, que controlava la regió central de l'antic imperi.
La ciutat estava a la regió de Bidiga. Les terres de la moderna prefectura junt amb les de Kankan, Kerouané i Beyla, foren el centre dels dominis de Samori Turé. El 1883 el tinent coronel Borgnis-Desbordes va dimitir perquè no es va acceptar la creació de dos forts, un a Nigassola i un a Siguiri, que considerava imprescindibles. El 1884 hi va passar el comandant Antoine Combes però no hi va haver establiment francès encara.
El 1887 el tinent coronel Joseph Gallieni va organitzar una columna destinada a crear un fort a Siguiri. Des de Kayes eren 600 km; el trajecte fins a Niagassola era conegut però després eren terres desconegudes. La columna es va concentrar a la riba dreta del Galougo, límit del ferrocarril; el tinent Vittu de Kerraoul fou enviat a buscar el camí millor al sud de Niagassola mentre el guàrdia d'artilleria Oswald es cuidava de fer practicable el pas del Laoussa; els telegrafistes també es van avançar per perllongar la línia telegràfica de Niagassola a Siguiri. Oswald va construir tres ponts (anomenats Gallieni, Faidherbe i Desbordes) que permetrien passar el Laoussa i després va obrir un camí ben fet al mig de la seva. El 28 de desembre de 1887 Gallieni va passar el Laoussa sense dificultat i va arribar sense problemes fins Niagassola. Allà fou informat d'emissaris de Samori que agitaven el Bouré i altres estats volent impedir l'establiment francès a Siguiri.
Gallieni va dirigir la columna fins al Níger per ocupar els gués de la rodalia de Siguiri i perseguir a les bandes de sofes que poguessin presentar-se i protegir la brigada telegràfica. La columna va seguir i va creuar el Kokoro per un pont penjat iniciativa de Kerraoul. Després de trobar diversos marigots que foren creuats amb dificultat passant per Bougourou, Sétiguia i Balato, va arribar a Siguiri el 23 de gener de 1888. La població estava buida igual que la rodalia havent fugit tothom a la riba dreta del Níger enfront a la població. D'acord amb el tractat de Bissandougou, Siguiri corresponia a França, ja que estava a la riba esquerra del riu. La manca de població feia que la columna tingués pocs queviures. No obstant els indígenes van anar retornant. Gallieni va elegir un lloc pel fort, un altiplà que dominava Siguiri a uns 800 metres del riu, i van començar els treballs el 25 de gener; el fort fou acabat l'abril amb una muralla de 600 metres per 4 d'altura de forma pentagonal i amb bastions als angles amb un canó en cadascun; prop de les muralles es va establir un "village de liberté" pels refugiats emigrats de la riba dreta del Níger.
Gallieni va deixar al fort al capità Roiffé i 15 canoners, amb provisions per un any, i va retornar a Kayes. Els seus oficials van explorar la regió: Mademba el Bouré i els territoris malinkes a l'oest del Bakhoy (Sakho, Ménien, Bidiga, Goro, Gadougou i Baniakadougou); el tinent Famin va passar per Sétiguia, Goubanko, Kita, Fangalla, i els afluents del Bakhoy fins al Baoulé, i va descobrir el Kénié-Ko. El tinent Reichemberg va estudiar la ruta Siguiri-Bafoulabé per Nabou, la riba dreta del Bafing i Koundian, i va descobrir el riu Koba, afluent del Bafing per l'esquerra; el tinent Rouy, el curs del Kokoro i la part entre Kangaba i Niagassola; el tinent Bonaccorsi el Galougo via Balandougou, Kafoulabé, el Fontofa i el Konkodougou. I el tinent Vittu de Kerraoul va acabar de reconèixer el Falémé i el camí entre l'alt Gàmbia i l'alt Senegal per Tombé, Satadougou, Médina i Gondoho, (capital del Dentilia) des d'on va arribar a Kénieba i Tombokané.